# 斯蒂爾莫爾 (喬治亞州)
斯蒂爾莫爾（英語：Stillmore）是一個位於美國喬治亞州伊曼紐爾縣的城市。

## 地理
斯蒂爾莫爾的座標為32°26′28″N 82°12′53″W / 32.44111°N 82.21472°W，而該地的平均海拔高度為80米（即262英尺）。

## 人口
根據2010年美國人口普查的數據，斯蒂爾莫爾的面積為8.30平方千米，當中陸地面積為8.00平方千米，而水域面積為0.30平方千米。當地共有人口532人，而人口密度為每平方千米64.1人。